# Lesesaal

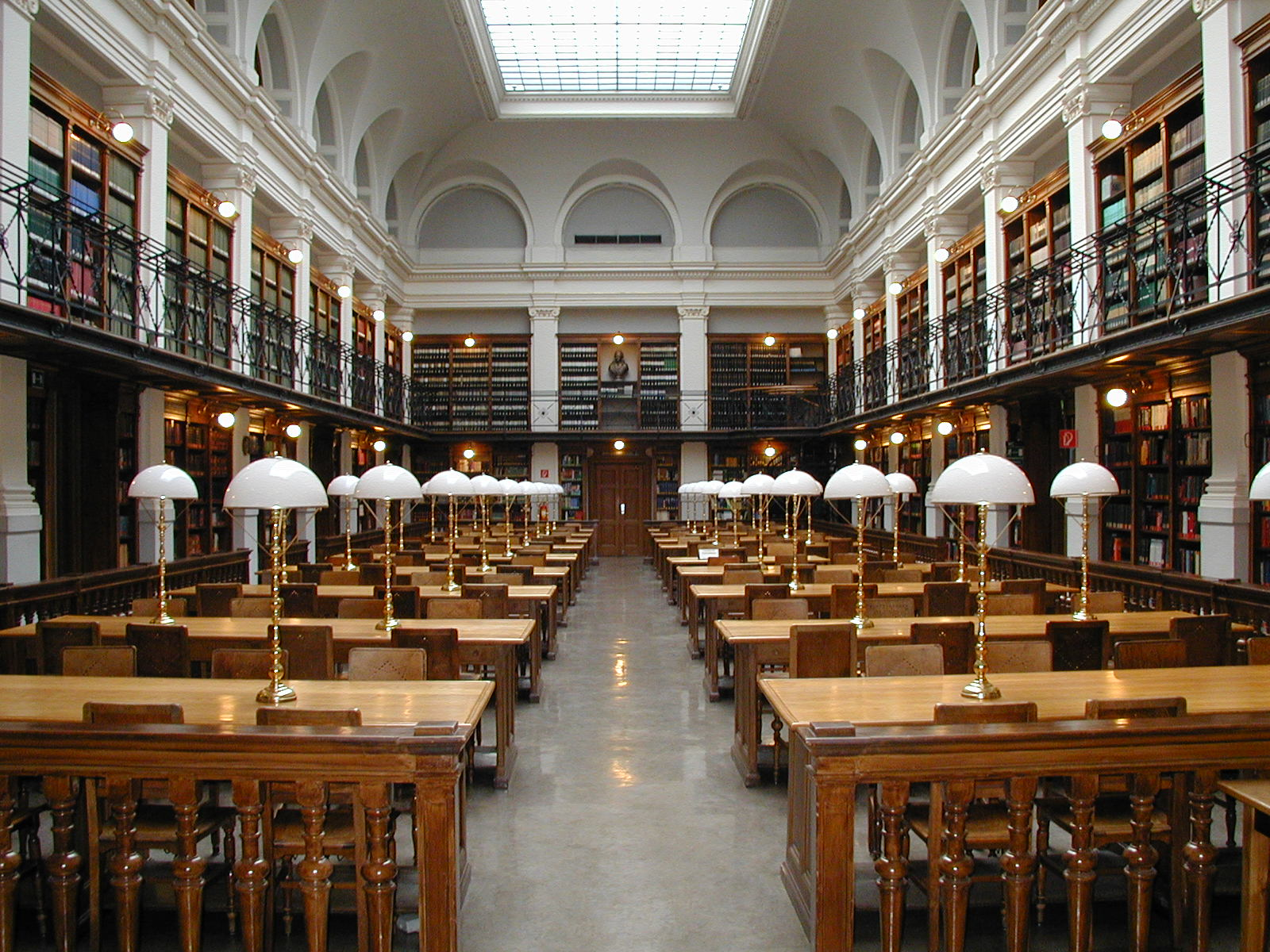
Der historische Lesesaal der UB Graz

Ein Lesesaal ist ein Raum in einer Bibliothek, der von den Benutzern zum Arbeiten und Lesen genutzt werden kann. In Präsenzbibliotheken und Archiven ist dieser Raum von besonderer Bedeutung, da die Bücher und Archivalien nicht ausgeliehen werden können und somit nur im Lesesaal verwendet werden können. Aber auch die meisten anderen Bibliotheken haben einen Präsenzbestand, dieser umfasst meist besonders alte und wertvolle Bücher, Fachzeitschriften, Zeitungen und Nachschlagewerke wie Lexika und Enzyklopädien. 
Nicht alle Bibliotheken besitzen einen speziellen Lesesaal. Viele Freihandbibliotheken, in denen die Publikationen direkt in den Regalen zugänglich sind, stellen daneben Sitzgelegenheiten und Tische bereit. In Forschungs- und Universitätsbibliotheken gibt es auch oft spezielle Arbeits- und Gruppenräume, die auf Anfrage genutzt werden können.
Das Zeitalter der für Menschen grundsätzlich offenen Bibliothek begann mit dem Bau der Bibliotheken in Paris 1851, London 1857 und Boston 1858.

## Berühmte und sehenswerte Lesesäle

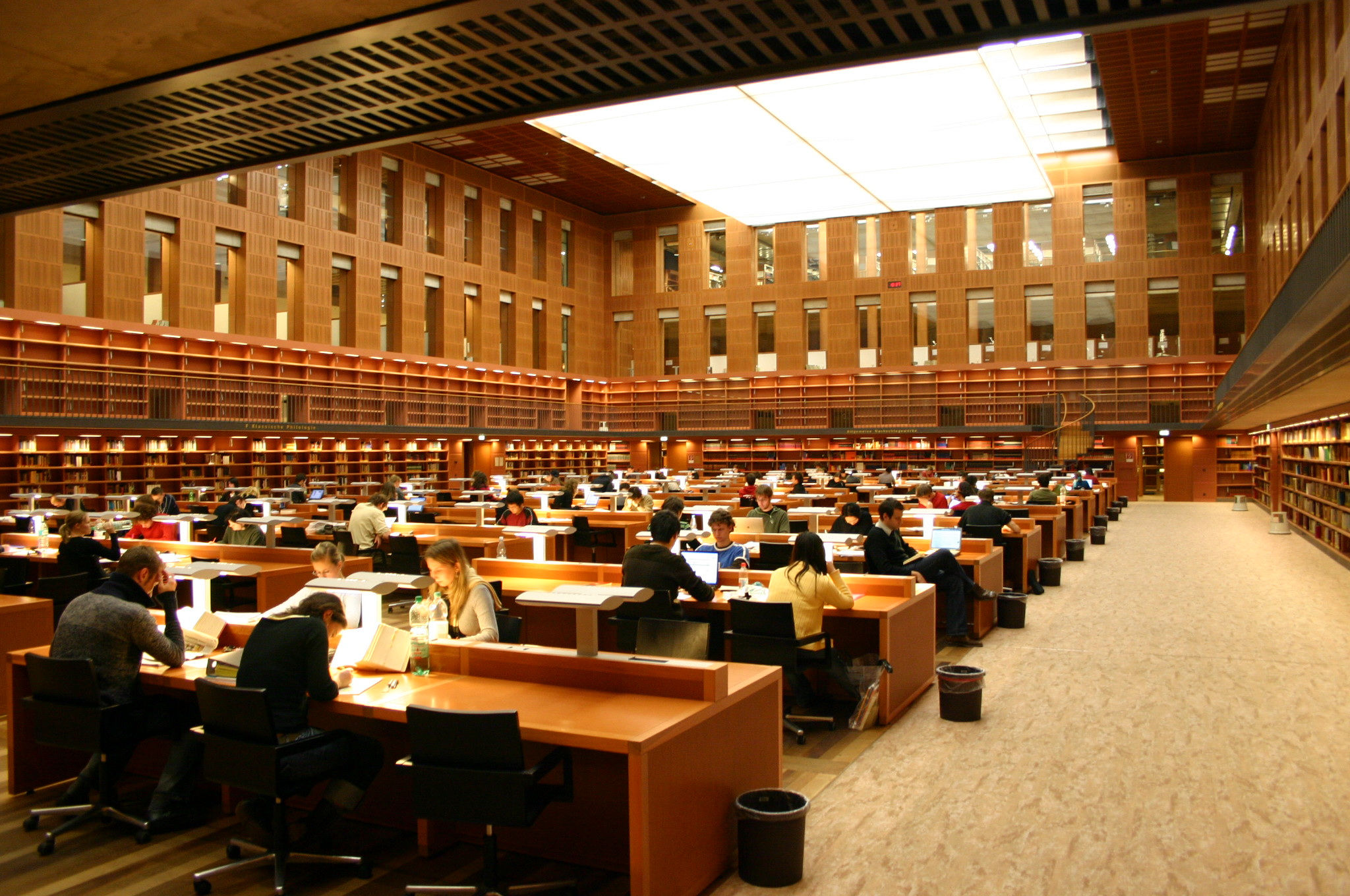
Der moderne Lesesaal der SLUB Dresden

Zu den bekanntesten Lesesälen zählt der im British Museum in London. Mit seiner großen Kuppel gilt er seit seiner Eröffnung 1857 als bedeutende Sehenswürdigkeit. Seit Dezember 2000 ist er auch ohne Bibliotheksausweis für alle Besucher zugänglich.
Der Lesesaal der SLUB Dresden befindet sich zentral im Bibliotheksneubau aus dem Jahr 2002. Er wurde zwei Stockwerke unter der Erde angelegt und erhält durch ein großes Glasdach eine natürliche Beleuchtung. An jeder Seite des Saals befinden sich Fenster zu den Carrels der Bibliothek und zu höheren Stockwerken. Er gilt als einer der ersten großen Lesesäle der modernen Architektur. Insgesamt bietet er 200 Plätze und besitzt an jeder Seite Bücherregale, die zum Teil über eine Galerie zugänglich sind.
Der Lesesaal des Archivs des Erzbistums München und Freising ist in der Sakristei der ehemaligen Klosterkirche St. Nikolaus der Unbeschuhten Karmeliten.